# Buxus vahlii
Buxus vahlii (tiếng Anh thường gọi là Vahl's Boxwood) là một loài thực vật thuộc họ Buxaceae. Loài này có ở Jamaica, Puerto Rico, và quần đảo Virgin thuộc Mỹ. Chúng hiện đang bị đe dọa vì mất nơi sống.

## Hình ảnh

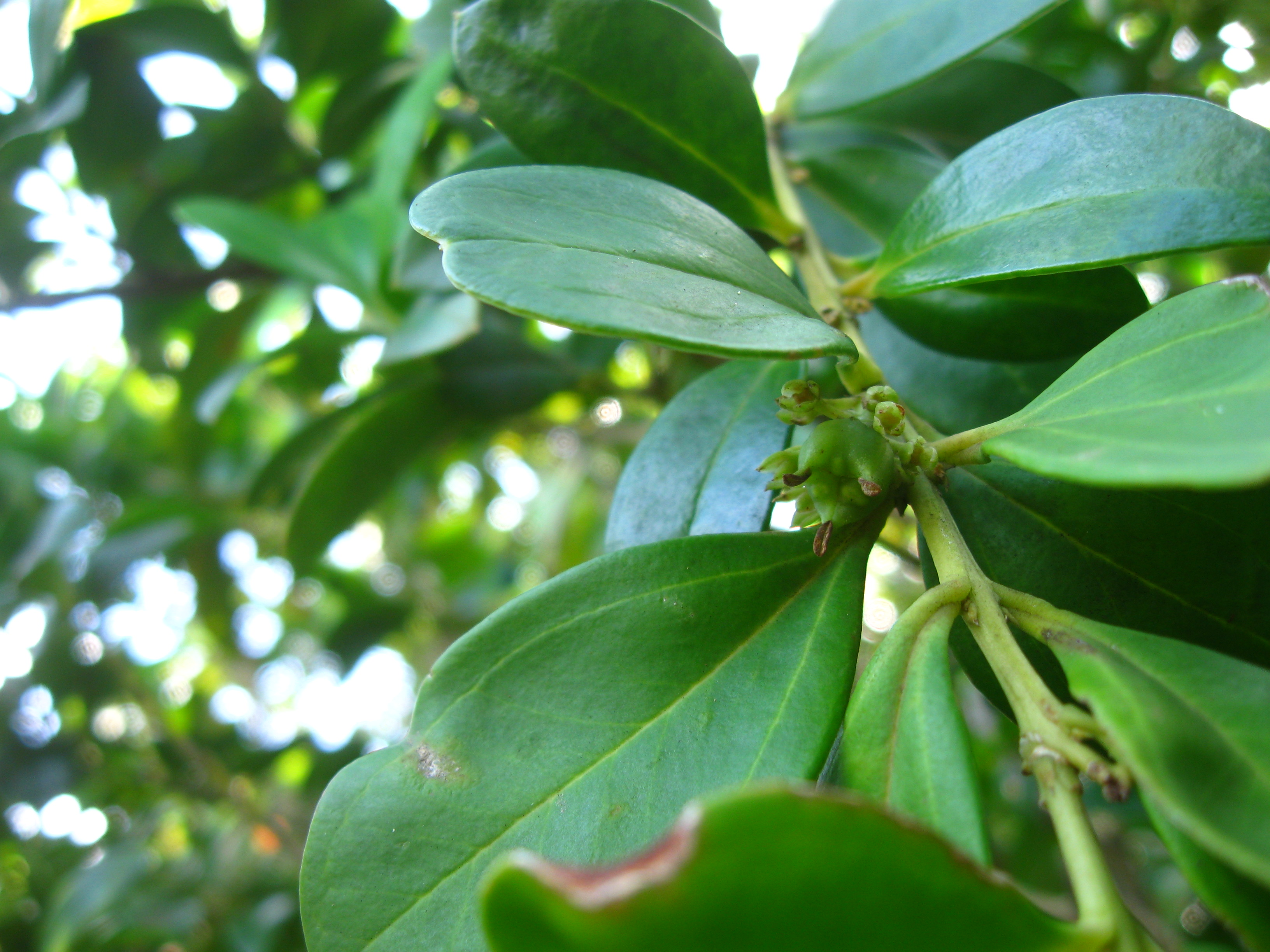